# Église Saint-Jean de Boí
L'église Saint-Jean (catalan : església de Sant Joan)  est une église romane situé sur le territoire de La Vall de Boí, commune de la vallée du même nom et de la comarque de l'Alta Ribagorça dans le nord de la Province de Lérida et de la communauté autonome de Catalogne en Espagne.

## Historique
Comme les églises Saint-Clément de Taüll, Sainte-Marie de Taüll, Sainte-Eulalie d'Erill la Vall ou Saint-Félix de Barruera, elle date d'une vague de construction dans la vallée au XIe siècle.
Saint-Jean de Boí fait partie des neuf églises romanes de la Vall de Boí inscrites en novembre 2000 sur la liste du patrimoine mondial de l'Unesco.

## Architecture
Dédiée à Saint Jean-Baptiste, l'édifice est situé sous le rocher où se dressait jadis le château de Boí. Il est composé de trois nefs séparées par des arcades, auxquelles correspondent trois absides en cul-de-four au chevet. L'abside centrale a subi des modifications aux XVIIe et XVIIIe siècles, au moment de l'agrandissement de la place du village. Le toit en bâtière est formé d'une structure en bois couverte d'ardoises. Au sud se trouve un clocher roman du XIIe siècle, décoré d'arcatures lombardes. Seuls les deux premiers étages sont d'origine. Le troisième a été reconstruit à une date postérieure. 

## Fresques
Saint-Jean est à juste titre réputée pour ses fresques romanes. La plupart des peintures ont été prélevées en 1919 au moyen d'une technique connue sous le nom de « strappo », parce que l'on craignait que ces peintures — comme beaucoup d'autres dans les Pyrénées espagnoles — ne soient vendues et expédiées à l'étranger. La plupart des originaux sont conservés au MNAC (Musée national d'art de Catalogne) à Barcelone. Quelques-unes se trouvent au Musée diocésain de Lérida. Lors de la dernière restauration du bâtiment (1997-1998), on en a réalisé des copies qui ont été placées dans l'église à leur emplacement d'origine. Les experts se basent sur l'architecture du bâtiment et sur une comparaison avec les peintures de Taüll pour faire remonter les peintures intérieures aux environs de 1100. Celles du portail nord seraient plus tardives. L'étude des pigments a révélé que, contrairement à Taüll, où des pigments importés ont été utilisés, on n'a employé à Saint-Jean que des pigments locaux mélangés à de l'argile. Le portail nord de l'église est orné d'une fresque qui représente une théophanie. À l'intérieur se trouve un ensemble important de peintures, parmi lesquelles la lapidation de saint Étienne, les « Juglars » (jongleurs) ou encore des figures du bestiaire médiéval peintes à l'intrados des arches et une curieuse figure d'homme infirme, ou encore le dragon à sept têtes qui représente le Mal. Il est à remarquer que les couleurs des copies sont beaucoup plus vives que celles des originaux conservés à Barcelone.

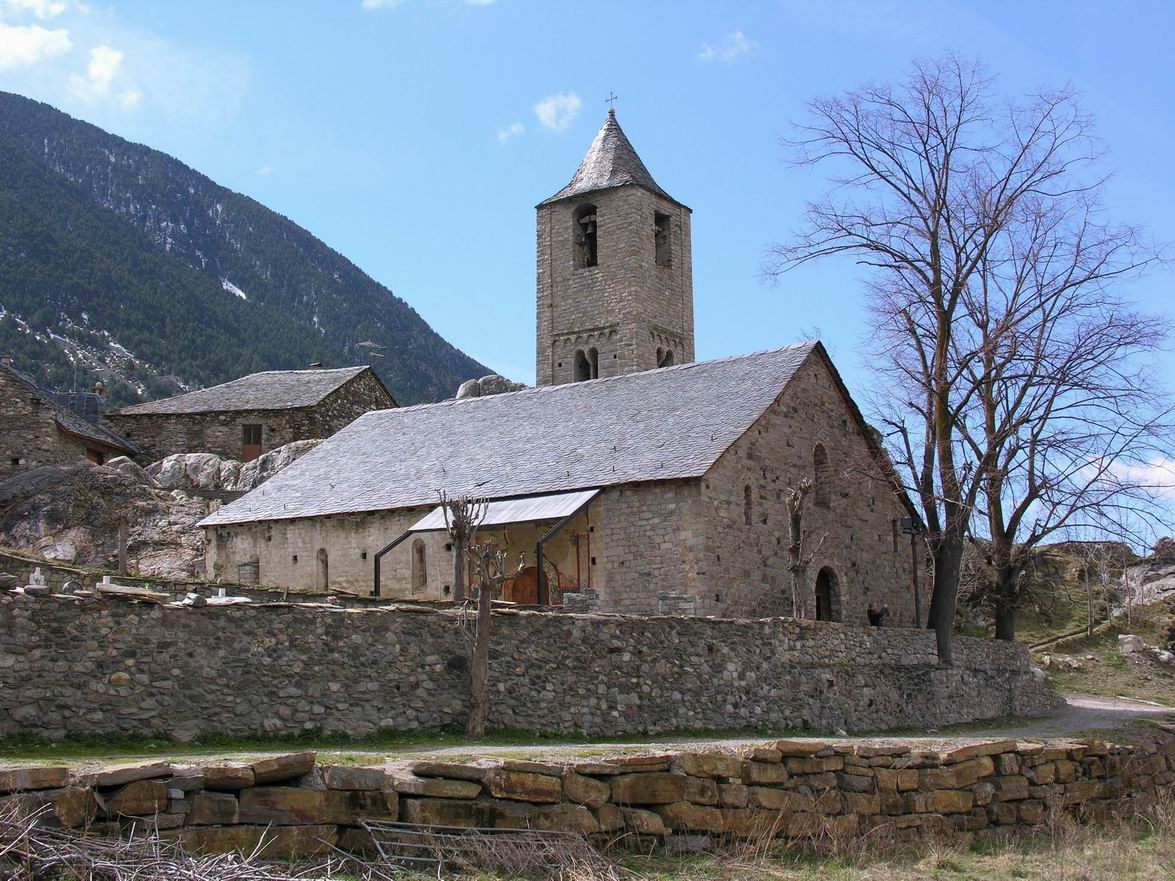
L'église vue du nord-ouest
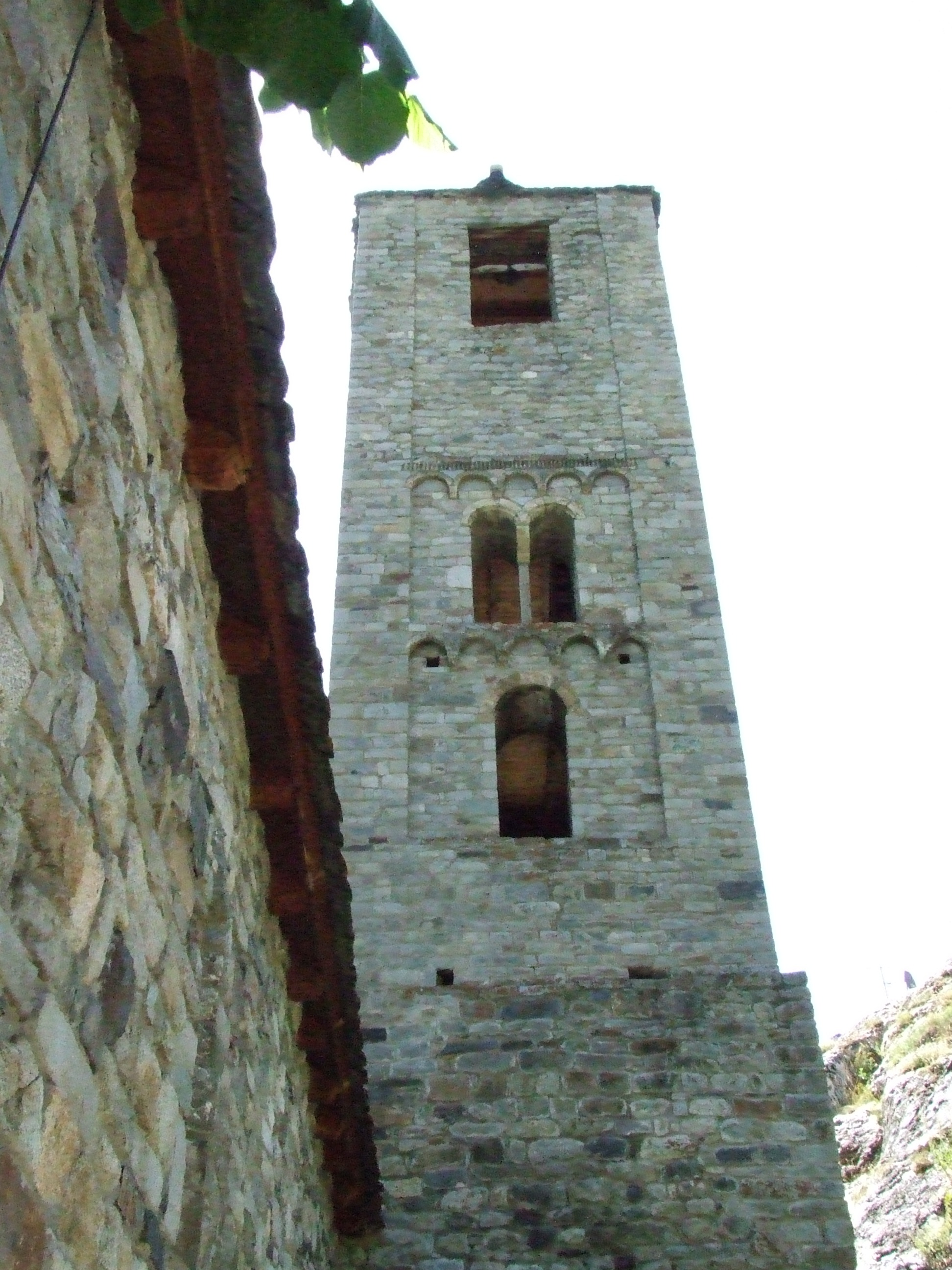
Le clocher
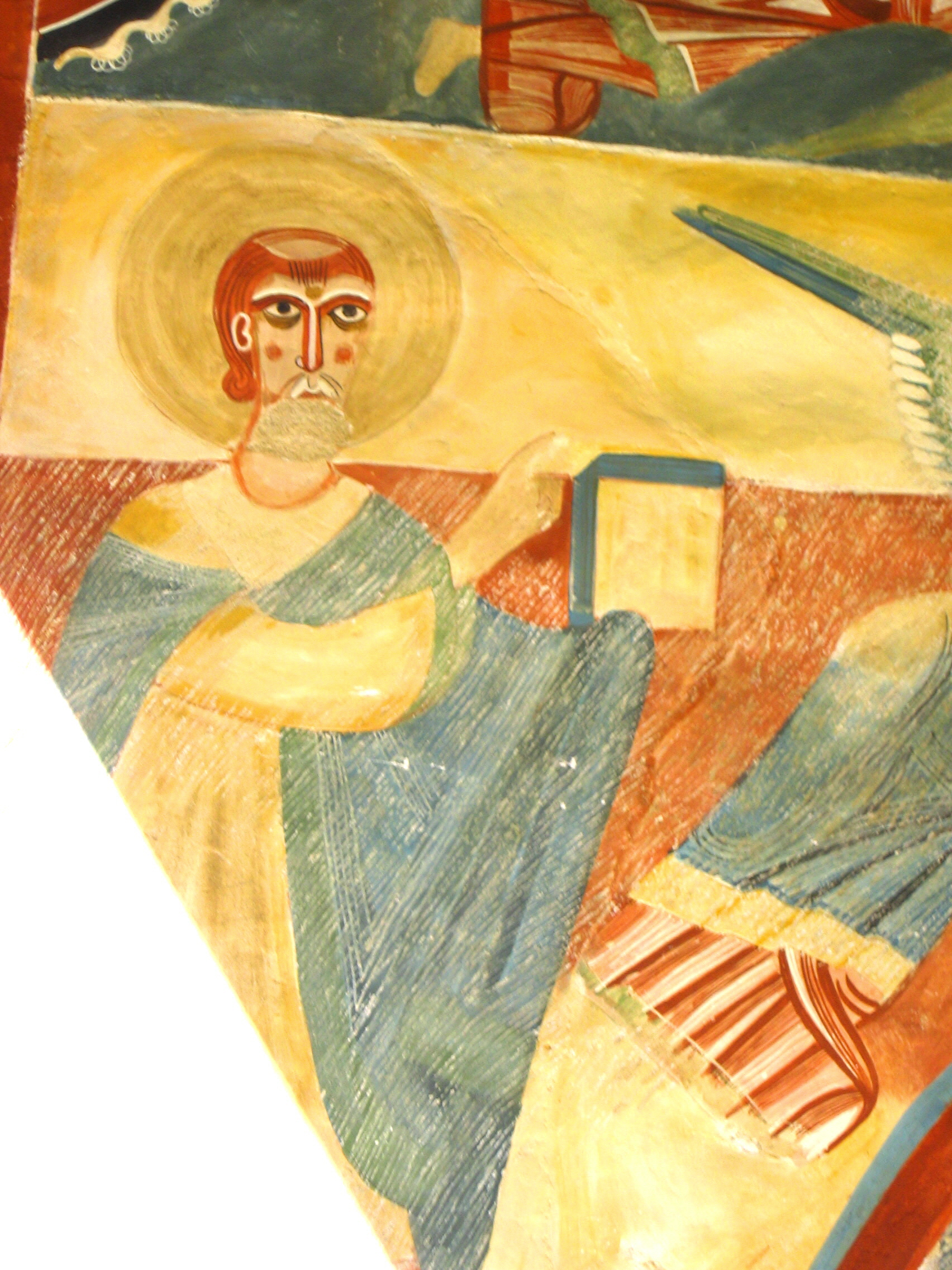
Détail de la théophanie du portail nord
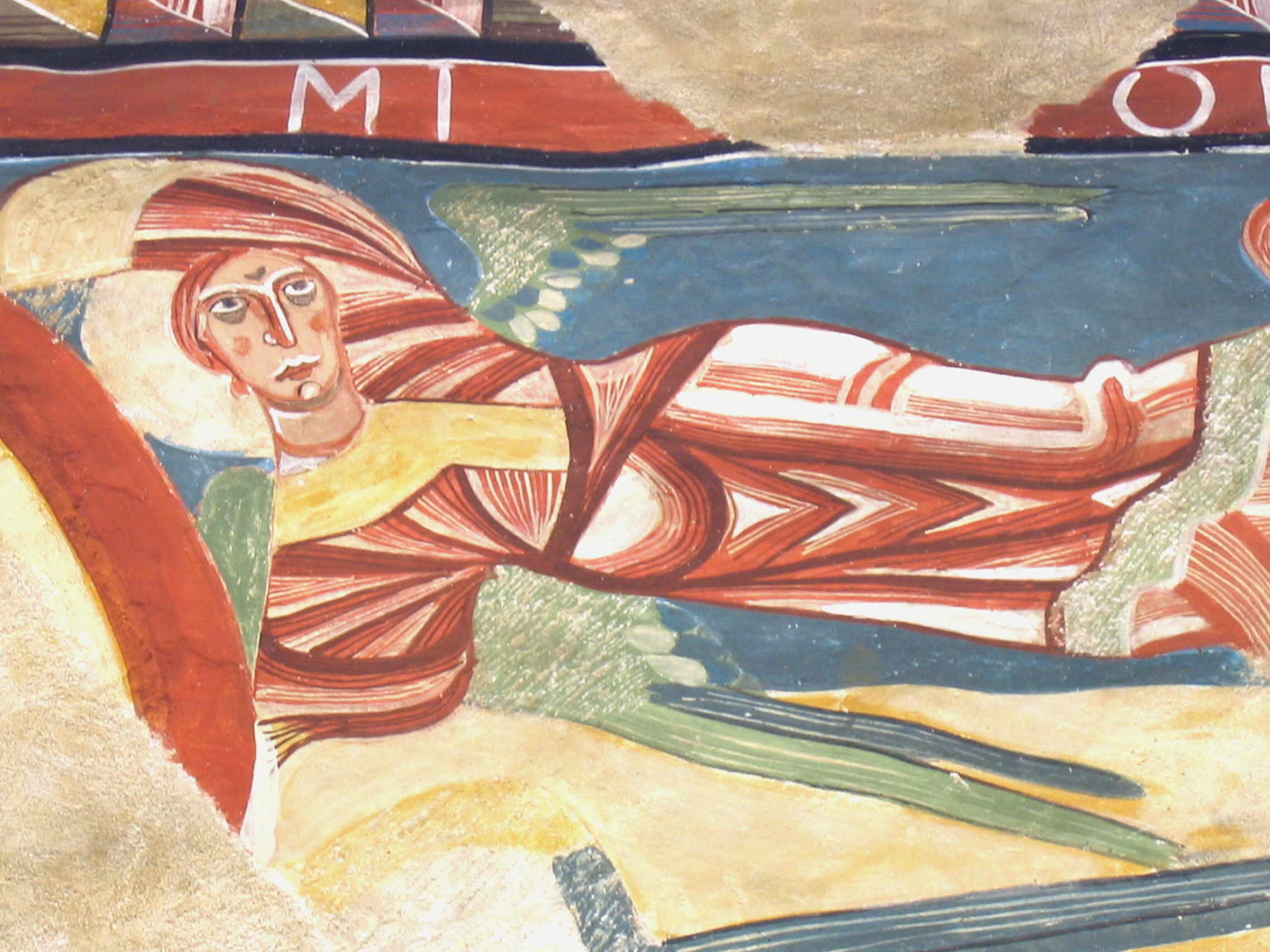
Détail de la théophanie du portail nord

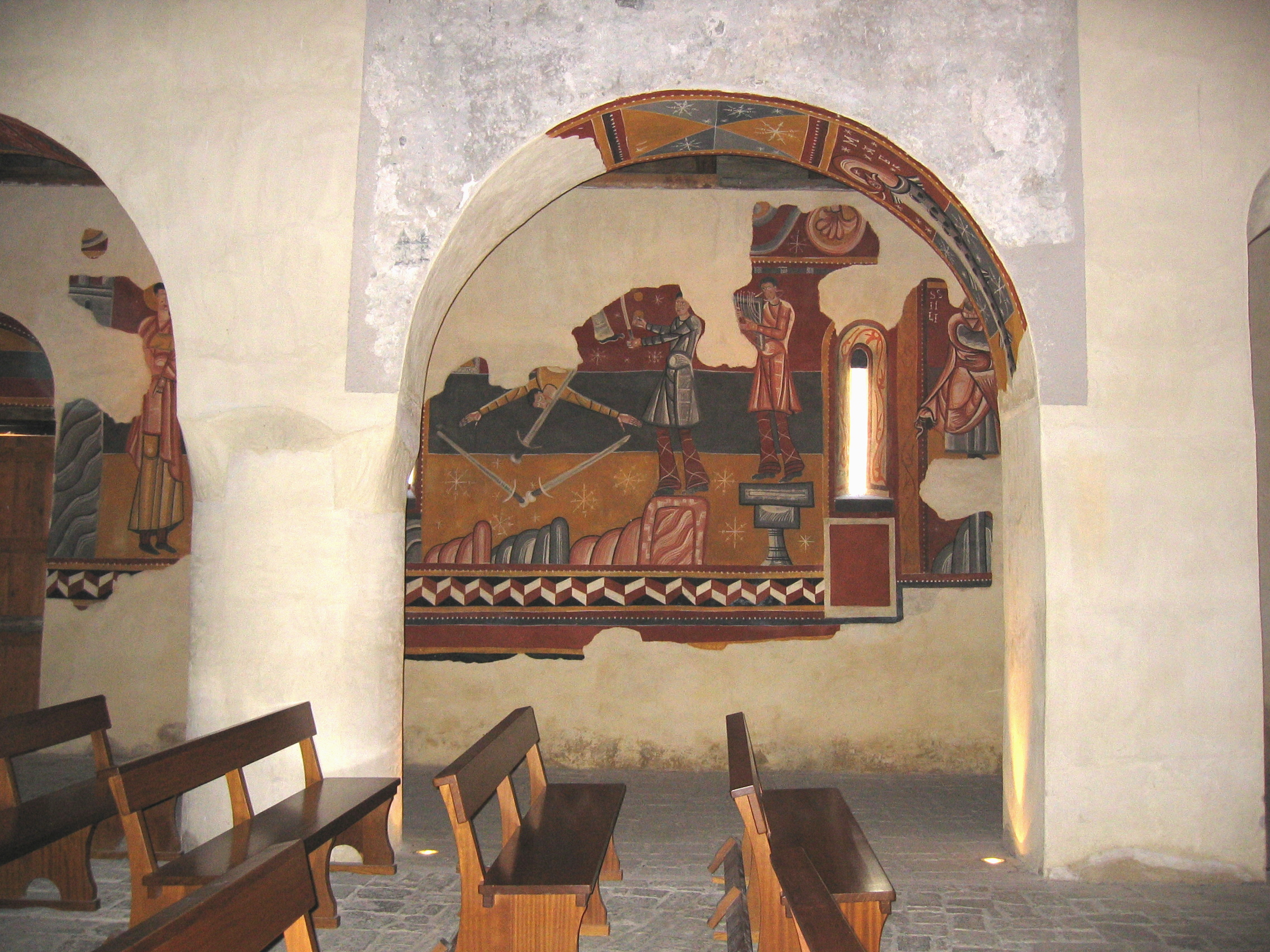
Vue vers le mur nord avec les jongleurs
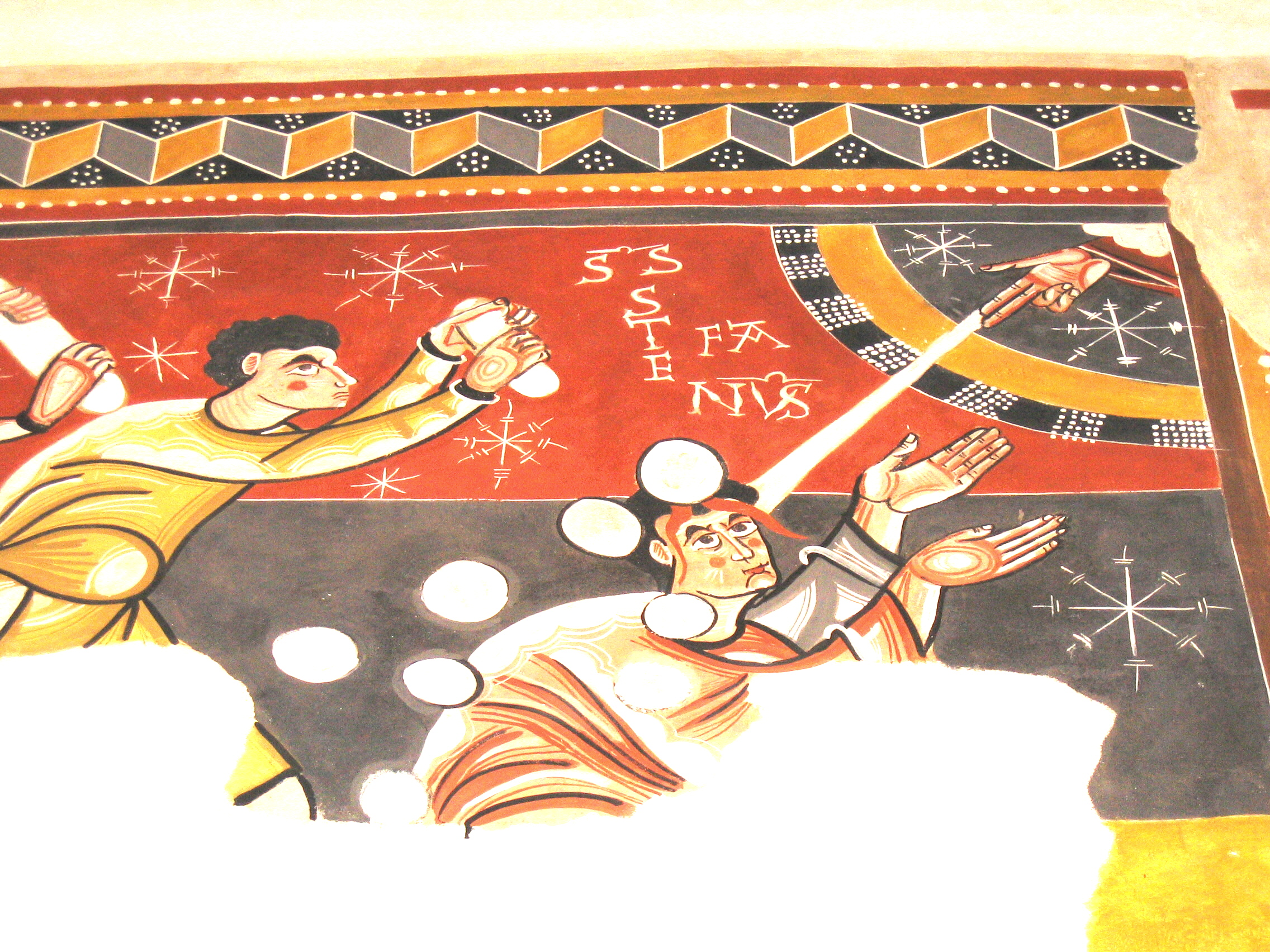
Lapidation de saint Étienne
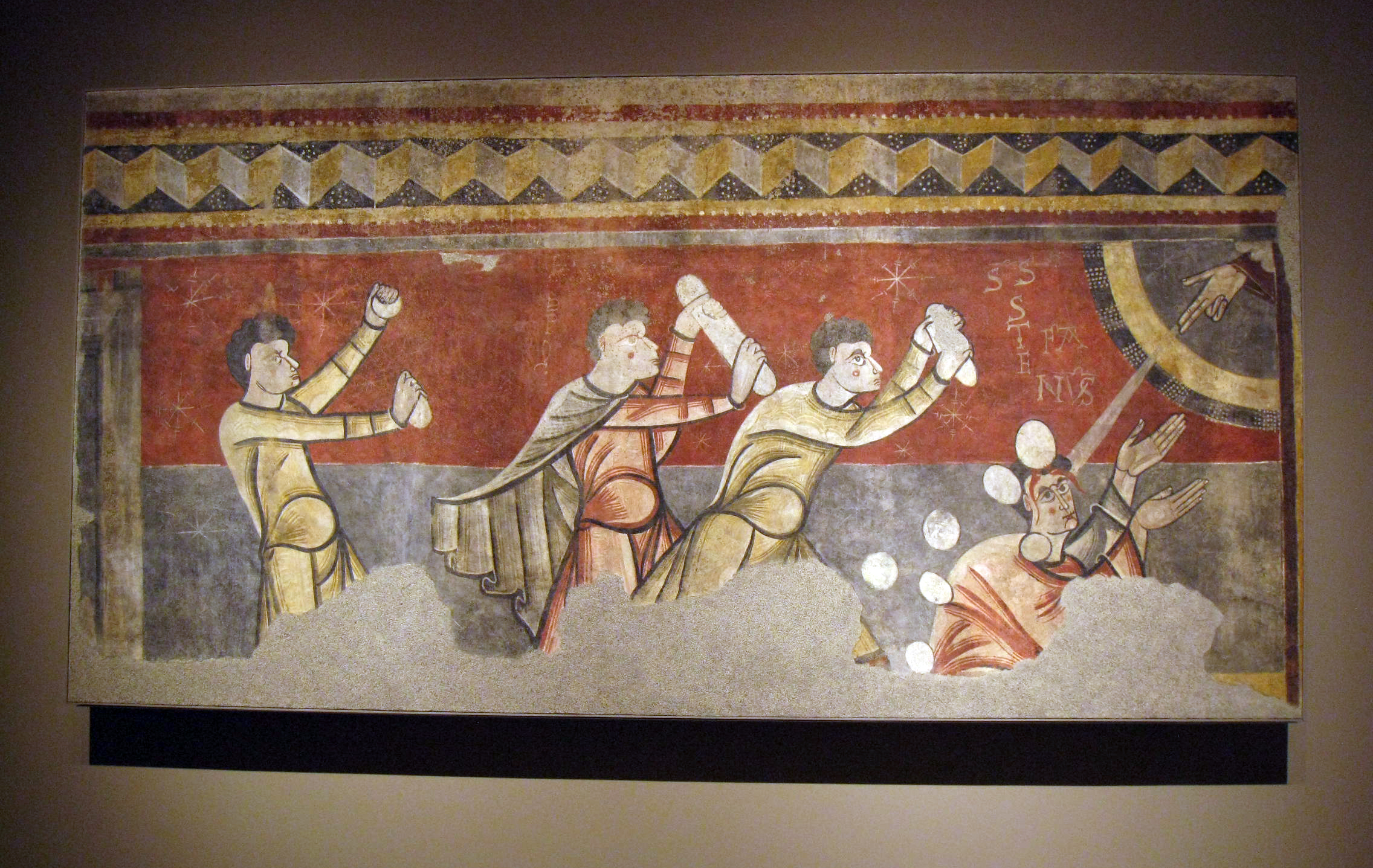
Lapidation de saint Étienne (original conservé au Musée national d'art de Catalogne)